# Hurup-stenen
Fragmentet af Hurup-stenen blev fundet i kirkegårdsdiget om Hurup Kirke. Man kender ikke stenens oprindelige placering. Runestenen er nu placeret på plænen syd for kirken. Hurup-stenen er den ene af i alt fire kendte runesten fra Thy, hvoraf kun tre er bevaret i dag. Tvorup-stenen er forsvundet, mens Sjørring-stenen er placeret i Vang Kirkes våbenhus. Ydby-stenen var forsvundet, men blev genfundet i 2015.

## Indskriften
Da stenen er et fragment, kan tekstlinjernes rækkefølge ikke fastslås med sikkerhed. Den her gengivne translitteration følger Danske Runeindskrifter, som citerer Erik Moltke:
| Translitteration | þurmuþr : r-... -- : þ(i)(s)... \| : iftiR \| ...þur : sin \| kuþr : ...                   |
| Transskription   | Þōrmōðr r[æisþi] ... þess[i] æftiR ... [brō]ður/[fa]ður(?) sinn, gōðr ...                  |
| Oversættelse     | Thormod rejste(?) denne/disse (?sten) efter N.N., sin fader/broder, en god (?dreng/thegn). |